# Scuola di Sant'Orsola
 (janvier 2022).
Si vous disposez d'ouvrages ou d'articles de référence ou si vous connaissez des sites web de qualité traitant du thème abordé ici, merci de compléter l'article en donnant les références utiles à sa vérifiabilité et en les liant à la section « Notes et références ».
La scuola di Sant'Orsola abritait une école de dévotion et de charité de la ville de Venise. Elle est située sur le Salizada S. Zanipolo en contrada Santa Maria Formosa dans le sestiere de Castello.